# Um Jahrmillionen voraus
Um Jahrmillionen voraus ist ein deutscher Dokumentar-Kurzfilm von Manfred Baier aus dem Jahr 1975.

## Inhalt
Blattschneiderameisen sind gefürchtete Schädlinge, die ganze Bäume entlauben können. Mit einem Zeitraffer zeigt der Film, wie sie innerhalb von zwei Stunden sämtliche Blüten und Blätter von einem blühenden Hibiskus entfernen. Außerdem wird gezeigt, wie sich die zukünftigen Königinnen und die Männchen auf den Paarungsflug vorbereiten und wie eine befruchtete Königin den Bau ihres neuen Ameisenhaufens startet. Die Trägerinnen werden ebenso gezeigt wie die kleineren Spezialistinnen für die Pflege des Pilzes. Der Film hebt die Leistungen der Ameisen beim Bau ihres Haufens hervor. So werden in trockenen Gebieten die Eingänge tassenförmig angelegt, um jeden Tropfen Regenwasser aufzufangen. An anderen Orten graben die Ameisen lange Tunnel bis zum Grundwasser, was der Film mit einer Kanalisation vergleicht. Zur Demonstration werden Autoabgase in einen Bau geleitet. Deutlich sichtbar strömen diese Abgase aus mehreren Eingängen heraus.
Der Schwerpunkt des Filmes ist der Pilzanbau im Ameisenhaufen und dessen Vergleich mit menschlicher Landwirtschaft, auch im Hinblick auf die Monokultur, die die Ameisen genauso wie die Menschen betreiben. So wird gezeigt, wie die Ameisen den Pilz pflegen, mit dem sie in einer Symbiose leben und der ihre einzige Nahrung ist. Sie wässern und düngen ihn, und schließlich sammeln sie die Blätter nur, um den Pilz zu ernähren. Die Königin bringt eine Probe dieses Pilzes von ihrem Mutterhaufen mit und setzt ihn gleich in ihrem neuen Bau an. Doch das ist noch nicht alles. Im Versuch wurde festgestellt, dass der Pilz in Petrischalen deutlich besser wächst, wenn Ameisen Zugang zu den jeweiligen Schalen haben. Haben sie keinen, so siedelt sich ein anderer Pilz an und dominiert den ursprünglichen. Untersuchungen ergaben, dass die Ameisen eine Drüse haben, die den Pflanzenwachstumsstoff Heteroauxin enthält. Der Film zeigt, wie eine Distel mit diesem Stoff so sehr zu Wachstum angeregt wird, dass sie unter ihrem eigenen Gewicht zusammenbricht. Auch der Pilz im Ameisenbau darf nicht zu sehr wachsen, bei Vernachlässigung würde er schnell zu einer Falle für die Ameisen. Bei Untersuchungen, wie diese sein Wachstum kontrollieren, entdeckten Wissenschaftler Myrmikazin (3-Hydroxydecansäure). Mit diesem Stoff kann zum Beispiel das Größenwachstum von Getreide verringert werden, um die Pflanzen zu stabilisieren. Eine andere Anwendung wäre die Erzeugung saftiger Orangen ohne Kerne. „Als Landwirte waren uns die Blattschneiderameisen also schon um Jahrmillionen voraus.“ Und es bleibt noch vieles zu Erforschen, das auch bei der Ernährung der Menschheit helfen könnte.

## Produktion
Um Jahrmillionen voraus wurde von der BASF produziert und ab 1975 von Inter Nationes vertrieben.

## Rezeption

### Auszeichnungen und Nominierungen
Manfred Baier war für Um Jahrmillionen voraus bei der Oscarverleihung 1976 in der Kategorie Bester Dokumentar-Kurzfilm nominiert. Der Oscar ging an Claire Wilbur und Robin Lehman für The End of the Game.
Zudem erhielt der Film einen Preis beim Internationalen Filmfestival von Montreux.
In Österreich wurde dem Film am 18. Mai 1976 das Prädikat Wertvoll verliehen.

### Einsatz in Schulen
Um Jahrmillionen voraus wurde noch Jahrzehnte nach seiner Veröffentlichung im Schulunterricht gezeigt.